# Демократический альянс (Португалия)

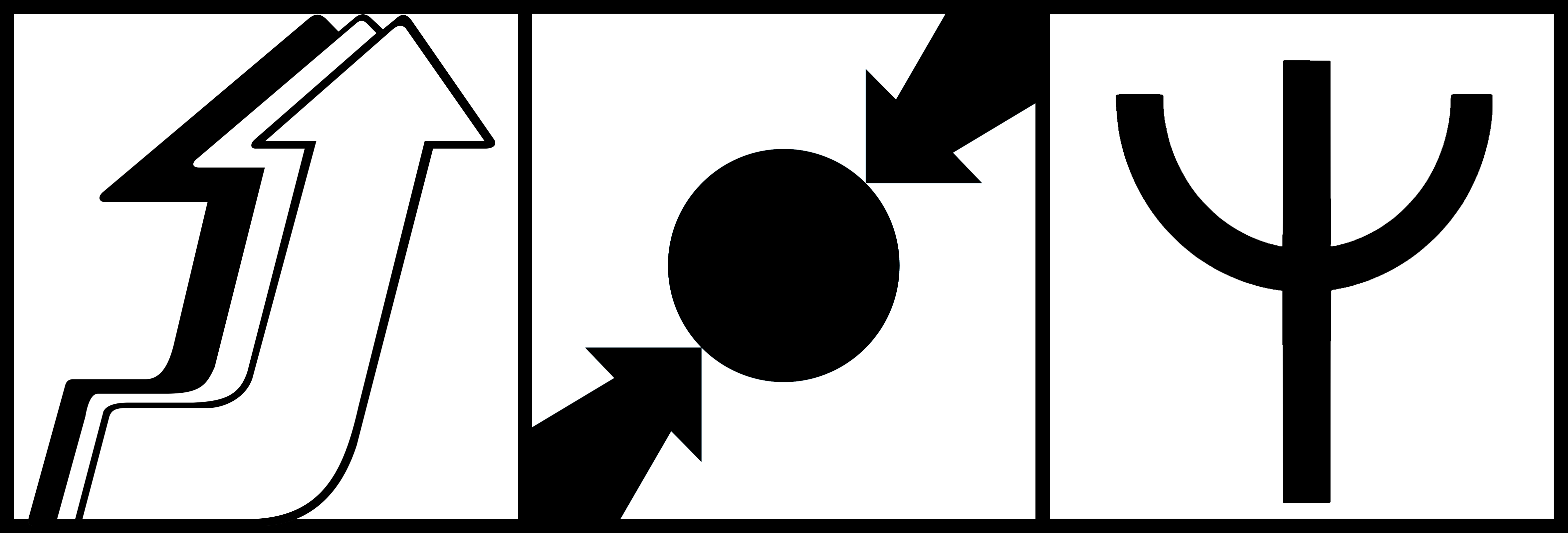
Эмблема Демократического альянса

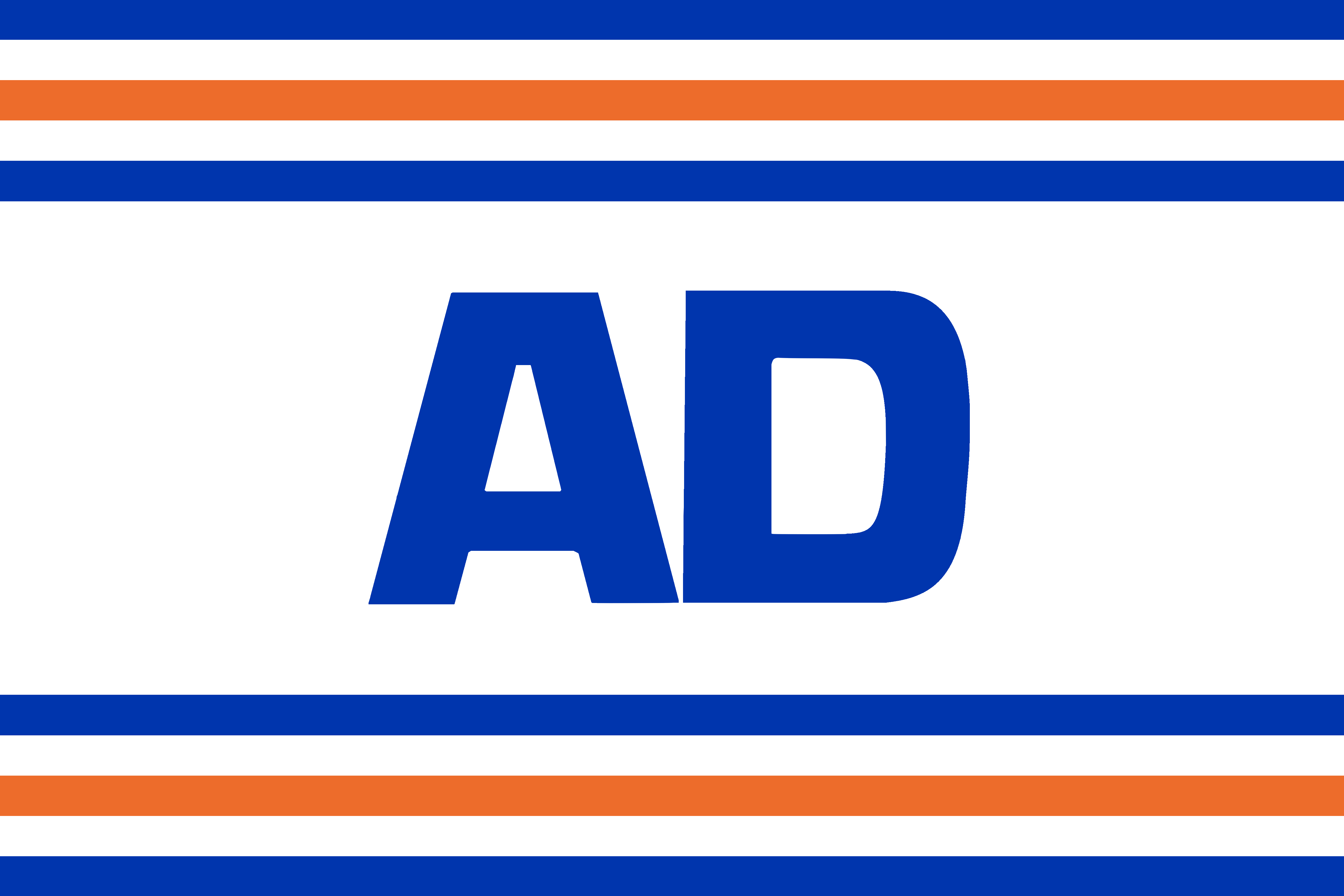
Флаг Демократического альянса

Демократический альянс (порт. Aliança Democrática) — коалиция португальских правых и центристских партий, находившаяся у власти в 1980—1983 годах. Проводила либеральный курс в экономике, консервативную социальную и культурную политику. Во многом определила дальнейшее развитие португальского общества.

## Цели и участники
Демократический альянс был образован летом 1979 года в преддверии парламентских выборов как общенациональный правый блок. Он противостоял социалистам, коммунистам и леворадикалам, в том числе португальским маоистам. Коалицию создали:
- праволиберальная Социал-демократическая партия (СДП; лидер — Франсишку Са Карнейру)
- консервативно-центристский Социально-демократический центр (СДЦ; лидер — Диогу Пинту Фрейташ ду Амарал)
- Народно-монархическая партия (НМП; лидер — Гонсалу Рибейру Теллеш)
- правоориентированные деятели Социалистической партии (СП), недовольные левым курсом Мариу Суариша (среди «социалистических диссидентов» наиболее видной фигурой являлся бывший министр сельского хозяйства Антониу Баррету, инициатор роспуска принудительных сельхозкооперативов в 1976 году).

Лидером Демократического альянса выступал основатель СДП Са Карнейру. Вторым лицом являлся председатель СДЦ Фрейташ ду Амарал.
Демократический альянс противопоставлял левым в целом христианско-демократическую программу. В условиях сдвига общественных настроений вправо правоцентристы добились успеха на декабрьских выборах 1979 года. Альянс получил более 45 % голосов (наибольшего успеха добилась СДП) и почти половину мандатов в Ассамблее Республики (128 мест: из них СДП — 75, СДЦ — 43, Народно-монархическая партия — 5 и Группа реформаторов — 5 мест). Успех был закреплён 12 декабря 1979 года на муниципальных выборах, когда ДА получил 46,8 % голосов. 3 января 1980 года Са Карнейру вступил в должность главы правительства.

## Успехи правого курса
Кабинет Са Карнейру энергично «выправлял левый крен» послереволюционного шестилетия. Была выплачена компенсация владельцам национализированных предприятий, снижены налоги на прибыль, всячески стимулировался частный бизнес, особенно инвестиции в промышленность. В то же время правительству удалось сбить инфляцию (с 24,1 до 16,4 %), затормозить рост цен и повысить среднюю зарплату в стране. Проводилась политика стимулирования внутреннего спроса, был отменён потолок заработной платы, увеличены размеры и количество пенсий. Был достигнут рост валового национального продукта с 2,5 до 4,5 %, впервые за 5 лет выросли реальные доходы населения, увеличились частные инвестиции и доходы от туризма. В общественной жизни подчёркнутое внимание уделялось укреплению национальных католических традиций, подвергавшихся левацким нападкам в радикальный период революции.
Социалистическая оппозиция во главе с Суаришем резко критиковала «пробуржуазную» политику правительства (использовался и компромат личного характера, касавшийся семейной жизни премьера). Однако на выборах 5 октября 1980 года победу вновь одержал Демократический альянс. За правоцентристский блок проголосовали 47,5 %, что обеспечило парламентское большинство (134 места, из них СДП — 82, СДЦ — 46, НМП — 6). Это давало Альянсу возможность пересмотра конституции, чего не имел парламент, избранный в 1979 году.

## Декабрь 1980: катастрофа и поражение
Остроконфликтными являлись отношения между Са Карнейру и президентом Рамалью Эанешем. Президент считал политику премьера «контрреволюционной», премьер характеризовал президента как «замаскированного коммуниста» (при этом оба были широко популярны в стране). К декабрьским выборам 1980 Демократический альянс выдвинул кандидатуру генерала Соареша Карнейру (однофамилец премьер-министра). Глава правительства пригрозил своей отставкой в случае переизбрания Эанеша. 4 декабря 1980 года Франсишку Са Карнейру погиб в авиакатастрофе, в связи с которой по сей день появляются конспирологические намёки на «заинтересованность Эанеша»:

Премьер, желавший радикальных перемен и решительно выступавший против восстановления диктатуры в Португалии, не устраивал оппонента Соареша Карнейру — генерала Рамалью Эанеша, который в итоге победил на президентских выборах.— 
Гибель Са Карнейру шокировала и деморализовала правящий блок. Крупным поражением Демократического альянса стали выборы 7 декабря 1980 года. Президент Эанеш, вокруг которого консолидировались левые и левоцентристские силы, вплоть до коммунистов (кандидат ПКП Карлуш Бриту снял свою кандидатуру в пользу действовавшего главы государства), одержал уверенную победу: более 56 % голосов против около 40 % за Соареша Карнейру.
Во главе правительства стал Франсишку Пинту Балсемау, ближайший соратник Са Карнейру по руководству СДП. Однако он не обладал авторитетом предшественника, способного обуздывать противоречия партийных фракций и коалиционных партий. В 1981 году начинается падение роста ВНП, рост цен, увеличение импорта и падение конкурентоспособности предприятий, рост дефицита торгового баланса и падение доходов от туризма. В апреле 1981 правительство внесло в парламент законопроект о пересмотре конституции, предусматривавший роспуск Революционного совета и ограничение полномочий президента. Весь год шли дебаты в парламенте и в прессе одновременно правое крыло СДП сблизилось с СДЦ и начало оказывать давление на премьер-министра. Кризис приводит к отставке правительства и в сентябре Пинту Балсеман сформировал новый кабинет на основе компромиссов внутри Альянса и в СДП. 20 октября 1982 года поправки к Конституции вступили в силу, функции Революционного совета были переданы Государственному совету и Конституционному суду, но влияние Демократического альянса клонилось к закату. На муниципальных выборах в декабре1982 года правые партии получили 42,5 %, оппозиция набрала на 550 000 голосов больше Альянса. 20 декабря последовала отставка Пинту, а 4 февраля 1983 год Ассамблея республики была распущена. Внутренние разногласия привели к распаду Демократического альянса и на внеочередные выборы составлявшие его партии шли по отдельности. На парламентских выборах 1983 года победила Социалистическая партия, правительство возглавил Суариш. В 1986 году Суариш был избран президентом, опередив кандидата правых сил Фрейташа ду Амарала.

## Ремейки и значение
Своеобразный ремейк Демократического альянса возникал в 1998 году, когда Социал-демократическая и Народная (НП, бывший СДЦ) партии вели переговоры о создании предвыборной коалиции. Однако проект потерпел неудачу: партийные лидеры Марселу Ребелу ди Соза и Паулу Порташ не смогли согласовать условия, победу на выборах 1999 одержала СП во главе с Антониу Гутеррешем. В 2002 году коалицию СДП и НП снова удалось создать — результатом стало возвращение в правительство правых во главе с Жозе Мануэлом Баррозу. В 2011—2015 по тому же принципу формировалось правительство Педру Пасуша Коэлью.
Правление Демократического альянса 1980—1983 явилось португальским выражением общезападного правоконсервативного наступления 1980-х годов в экономике и политике. Хотя премьерство сильного лидера Са Карнейру продлилось менее года, политика последующих правительств, как правых (Пинту Балсемау), так и левых (Суариш) в целом соответствовала курсу, заданному в 1980 году. Окончательное закрепление линии развития Португалии произошло в «эру Каваку Силвы» 1985—1995 годов.